# Eyshila
Eyshila Oliveira Santos ou simplesmente Eyshila (Fortaleza, 1 de setembro de 1972) é uma cantora, pastora, escritora e compositora brasileira de música cristã contemporânea. Recebeu seis discos de platina e nove discos de ouro, vendendo mais de 1,5 milhões de cópias. Quatro vezes indicada ao Grammy de Melhor Álbum de Música Gospel.

## Biografia
Eyshila começou a cantar aos cinco anos de idade, mas foi com 15 anos que iniciou sua carreira, entrando para o grupo Altos Louvores onde permaneceu cerca de sete anos. Depois Eyshila começou a fazer parte da gravadora MK Music, onde gravou vários sucessos.
Como integrante do Grupo Voices, Eyshila participou de 11 CDs e dois DVDs, além das coletâneas.
Em 2008 gravou o disco Amigas, com a cantora Fernanda Brum, e devido ao sucesso, gravaram o Amigas 2.
Eyshila também tem cerca de 200 composições gravadas por outros cantores gospel. Um dos maiores sucessos de Fernanda Brum, "Espírito Santo" foi composto por Eyshila, bem como o sucesso de Liz Lanne, "Milagre".
A cantora lançou seu último trabalho pela MK Music em 2011, Sonhos não têm fim. Decidiu reunir versões e composições de outros cantores, como Jeremy Camp, Anderson Freire, Emerson Pinheiro, Paulo César Baruk, Lucas Souza, Davi Fernandes e Livingston Farias. Em 10 de maio de 2012, a cantora fechou contrato com a Central Gospel, gravadora de Silas Malafaia.
Em setembro de 2012 foi divulgada a produção e o encarte de Jesus, o Brasil Te Adora, o primeiro disco da artista pela Central Gospel.[carece de fontes?] Foi produzido por Emerson Pinheiro e lançado em novembro de 2012, em rede nacional no programa "Vitória em Cristo". O álbum ainda contou com as participações de Jozyanne, Davi Sacer, Verônica Sacer e Pregador Luo.
Em 2014, lançou seu 2º CD pela Central Gospel, intitulado Deus no Controle, com a produção musical de Paulo César Baruk e gravado em Nashville, Estados Unidos. Os clipes também foram gravados exclusivamente em Nashville. Ganhou o Troféu de Ouro em 2015 na categoria melhor clipe com "Simplesmente te adorar".
Eyshila é casada com o Pastor Odilon Santos desde 9 de dezembro de 1995 e com ele tem dois filhos, Matheus e Lucas. São membros da Assembleia de Deus Vitória em Cristo (ADVEC), presidida por Silas Malafaia. Odilon assumiu como pastor uma filial da ADVEC na Vila da Penha,[carece de fontes?] e desde 2016 são pastores da ADVEC em São Paulo.
Para o ano de 2015 foi lançado sua autobiografia Uma história de amor e perseverança.[carece de fontes?] No dia 14 de junho de 2016, Eyshila perde seu filho Matheus Oliveira Santos, de 17 anos, devido ao agravamento do seu quadro de meningite viral, com encefalite herpética. Eyshila fez uma participação especial no clipe "Saudade" de seu filho Lucas, canção composta pelo jovem após o falecimento de seu irmão.[carece de fontes?]
Ainda em 2016, lança o álbum "O Milagre Sou Eu". A faixa-título foi escrita dois dias após a morte de seu filho Matheus. Nas letras, Eyshila explora a dor e as canções de teor congregacional fazem referência à fragilidade humana e sua dependência à Deus.
Em 2017, Eyshila é convidada pela gravadora MK Music para participar do projeto "Grandes Encontros MK 30 Anos" onde interpreta às canções "Faça um Teste" com o grupo Voices, "Tira-me do Vale" com Liz Lanne, "Espírito Santo" com Fernanda Brum e "Terremoto" com Wilian Nascimento.
Em 2018, Eyshila lança o EP "Vai Amanhecer", produzido por Paulo César Baruk.
No ano de 2019, Eyshila lança o seu segundo livro, "Nada pode Calar uma Mulher de Fé", pela editora Hagnos. Em 3 de setembro, assinou contrato com a Gravadora Sony Music.Em 2023, Eyshila não renova com Sony Music, e retorna para a MK Music após 12 anos.

## Discografia[20]
Discografia de Eyshila
- Glorificando (1995)
- Tira-me do Vale (1997)
- Mais Doce que o Mel  (1999)
- Deus Proverá (2001)
- Na Casa de Deus (2003)
- Terremoto (2005)
- Collection - Ao Vivo 10 Anos (2006)
- Até Tocar o Céu (2007)
- Hasta Tocar el Cielo (2008)
- Nada Pode Calar Um Adorador (2009)
- Sonhos não Têm Fim (2011)
- Jesus, o Brasil Te Adora (2012)
- Deus no Controle (2014)
- O Milagre Sou Eu (2016)
- Vai Amanhecer (2018)
- Tudo Volta ao Seu Lugar (2020)
- Gratidão (2021)
- Quero Aprender a Orar (2023)
- Eu Não Me Rendo a Minha Dor (2025)

### Projeto Amigas (comFernanda Brum)
- 2008: Amigas
- 2009: Amigas 2

### Coletâneas
- 2003: Série - Grandes Nomes (com Comunidade Vila da Penha)
- 2008: O Melhor da Música Gospel - Edição 04 (Revista + CD)
- 2008: Som Gospel
- 2010: Falando de Amor
- 2014: Gospel Collection - Ao Vivo

## Videografia
- 2006: DVD Collection 10 anos - ao vivo
- 2008: Até Tocar o Céu (DVD)
- 2012: MK Clipes - Eyshila

## Projetos especiais
- 2012: Avec 30 anos (com Jotta A, Rachel Malafaia, Nani Azevedo, Jozyanne, Raquel Mello, Danielle Cristina, Marquinhos Meneses e Lilian Azevedo)[21]
- 2014: Projeto Liberta-me Brasil (CBN-Brasil) - Clipe (com Fernanda Brum, Ana Paula Valadão, Mariana Valadão, Ana Nóbrega, Soraya Moraes, David Quinlan, Mariana Ava, Juliano Son[22]
- 2017: Grandes Encontros MK 30 Anos[16][17]

## Turnês
- Eyshila 10 Anos Tour (2005 - 2006)
- Até Tocar o Céu Tour Ao Vivo (2007 - 2008)
- Sonhos Não Tem Fim Tour (2010 - 2012)
- Profetiza, Brasil Tour (2012 - 2013)
- Deus no Controle Tour (2014 - 2015)
- Eyshila 25 Anos Tour (2019)

## Livros
- 2015: Uma história de amor e perseverança[23]
- 2019: Nada pode Calar uma Mulher de Fé[24]
- 2024: Gotas de Consolo[25]

## Premiações e indicações
Grammy Latino
- 2005: Melhor Álbum de Música Cristã em Língua Portuguesa: CD "Terremoto" (Indicado)
- 2007: Melhor Álbum de Música Cristã em Língua Portuguesa: CD "Até tocar o Céu" (Indicado)
- 2010: Melhor Álbum de Música Cristã em Língua Portuguesa: CD "Nada pode calar um adorador" (Indicado)
- 2013: Melhor Álbum de Música Cristã em Língua Portuguesa: CD "Jesus, O Brasil te adora" (Indicado)[26]

### Troféu Talento
- 2003: Compositor do Ano (Indicado)
- 2004: Cantora do Ano (Indicado)
- 2006: Álbum Pop: Terremoto (Indicado)
- 2006: Cantora do Ano (Indicado)
- 2006: CD do Ano: Terremoto (Indicado)
- 2006: Música do Ano: Terremoto (Indicado)
- 2009: Dupla do ano: Fernanda Brum e Eyshila, CD: "Amigas 2" (Vencedor)

Troféu de Ouro
- 2015: Melhor Clipe do Ano: Simplesmente Te Adorar. (Vencedor)